# Sanremo-Festival 1953
Die dritte Ausgabe des Festival della Canzone Italiana di Sanremo fand 1953 vom 29. bis 31. Januar im städtischen Kasino in Sanremo statt und wurde von Nunzio Filogamo moderiert.

## Neuerungen und Ablauf

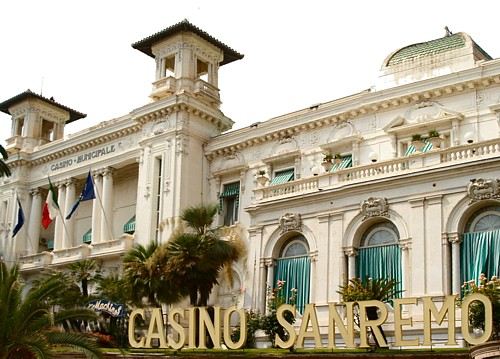
Das städtische Kasino, Veranstaltungsort des Sanremo-Festivals

Die steigende Popularität der Veranstaltung führte 1953 zu mehreren Neuerungen: Der Wettbewerb begann erst am Donnerstag, sodass das Finale an einem Samstag ausgetragen werden konnte; der Publikumsbereich fungierte nicht mehr gleichzeitig als Speisesaal; zum bisherigen Orchestra Italiana von Cinico Angelini kam das jazzorientierte Orchester Eclipse von Armando Trovajoli dazu und es wurde zur Regel, dass jedes teilnehmende Lied in zwei unterschiedlichen Versionen (zwei Interpreten, zwei Orchester, zwei Arrangements) dargeboten wurde; außerdem stieg die Anzahl der Sänger auf zehn (sieben Neuzugänge neben Nilla Pizzi, Achille Togliani und Gino Latilla). An anderen Orten in Italien begann man, ebenfalls vergleichbare Musikfestivals zu initiieren, die Aufmerksamkeit der Presse wuchs, und die RAI verbesserte entsprechend die Finanzierung des Sanremo-Festivals.
Die an den ersten beiden Abenden jeweils dargebotenen zehn Lieder (bzw. zwanzig Auftritte) wurden von einer vielköpfigen Jury bewertet, die sich auf das Saal- und das Radiopublikum verteilte. Wie gewohnt schafften es je fünf Lieder ins Finale, im Laufe dessen das Lied Viale d’autunno, das einmal von Carla Boni und einmal von Flo Sandon’s interpretiert worden war, zum Sieger gekürt wurde.

## Teilnehmende Beiträge
| Platzierung  | Interpret                                                                | Lied                         | Autoren                                         |
| ------------ | ------------------------------------------------------------------------ | ---------------------------- | ----------------------------------------------- |
| 1            | Carla Boni / Flo Sandon’s                                                | Viale d’autunno              | Giovanni D’Anzi                                 |
| 2            | Nilla Pizzi und Doppio Quintetto Vocale / Teddy Reno und Quartetto Stars | Campanaro                    | Bixio Cherubini, Carlo Concina                  |
| 3 (ex aequo) | Achille Togliani / Teddy Reno                                            | Lasciami cantare una canzone | Michele Cozzoli, Cesare Andrea Bixio            |
| 3 (ex aequo) | Gino Latilla und Doppio Quintetto Vocale / Giorgio Consolini             | Vecchio scarpone             | Calibi, Pinchi, Carlo Donida                    |
| 5            | Gino Latilla / Giorgio Consolini                                         | Vecchia villa comunale       | Renato Ruocco, Nino Oliviero                    |
| 6            | Achille Togliani / Katyna Ranieri                                        | No, Pierrot                  | Armando Costanzo, Renato Salani                 |
| 7            | Carla Boni und Doppio Quintetto Vocale / Quartetto Stars                 | Il passerotto                | Eldo Di Lazzaro, Dante Valentini                |
| 8            | Nilla Pizzi und Doppio Quintetto Vocale / Teddy Reno und Quartetto Stars | Sussurrando buonanotte       | Danpa, Bruno Pallesi, Virgilio Panzuti          |
| 9            | Gino Latilla und Doppio Quintetto Vocale / Giorgio Consolini             | Tamburino del reggimento     | Deani                                           |
| 10           | Nilla Pizzi und Doppio Quintetto Vocale / Teddy Reno und Quartetto Stars | Papà Pacifico                | Nino Rastelli, Armando Fragna                   |
|              | Carla Boni / Katyna Ranieri                                              | Acque amare                  | Nicola Salerno, Carlo Alberto Rossi             |
|              | Flo Sandon’s / Nilla Pizzi                                               | L’altra                      | Vittorio Mascheroni, Biri                       |
|              | Carla Boni / Flo Sandon’s                                                | Buona sera                   | Maria Evangelisti Tumminelli, Cosimo Di Ceglie  |
|              | Nilla Pizzi / Teddy Reno                                                 | Canto della solitudine       | Enzo Bonagura, Gino Redi                        |
|              | Achille Togliani / Katyna Ranieri                                        | Domandatelo                  | Vincenzo Baselice, Giuseppe Fiorelli            |
|              | Gino Latilla / Teddy Reno                                                | Innamorami                   | Mario Ruccione, Enzo Ceragioli, Umberto Bertini |
|              | Achille Togliani / Giorgio Consolini                                     | La mamma che piange di più   | Gigi Pisano, Furio Rendine                      |
|              | Achille Togliani / Katyna Ranieri                                        | La pianola stonata           | Marcello Gigante, Ettore De Mura                |
|              | Gino Latilla / Giorgio Consolini                                         | Povero amico mio             | Marcella Rivi, Carlo Innocenzi                  |
|              | Carla Boni / Flo Sandon’s                                                | Qualcuno cammina             | Nino Rastelli, Nino Casiroli                    |

## Erfolge
Dem drittplatzierten Lied Vecchio scarpone, interpretiert von Gino Latilla und Giorgio Consolini, war nach dem Festival der größte Erfolg beschieden. Für Newcomer Teddy Reno, dessen Interpretationen Platz zwei und drei erreichten, erwies sich das Festival 1953 als Karrieresprungbrett.